# 于爾費河
51°12′54″N 7°18′33″E / 51.21500°N 7.30917°E

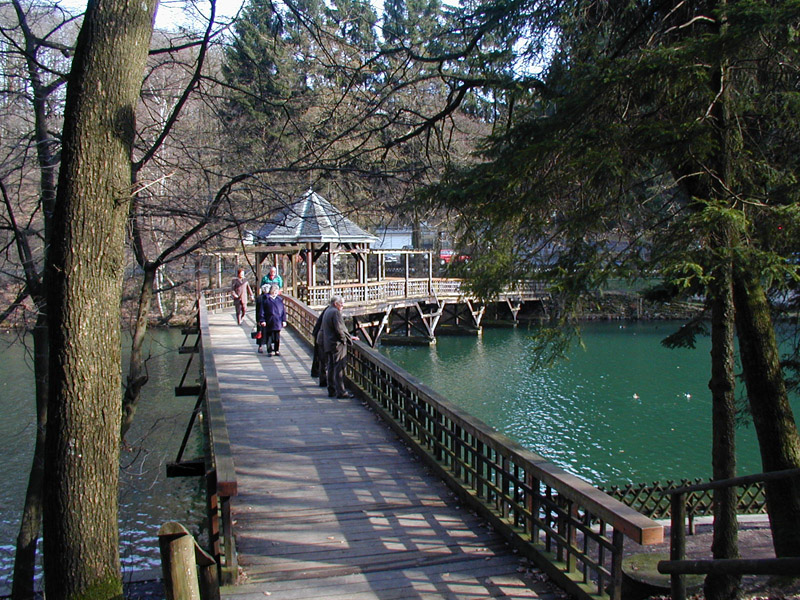

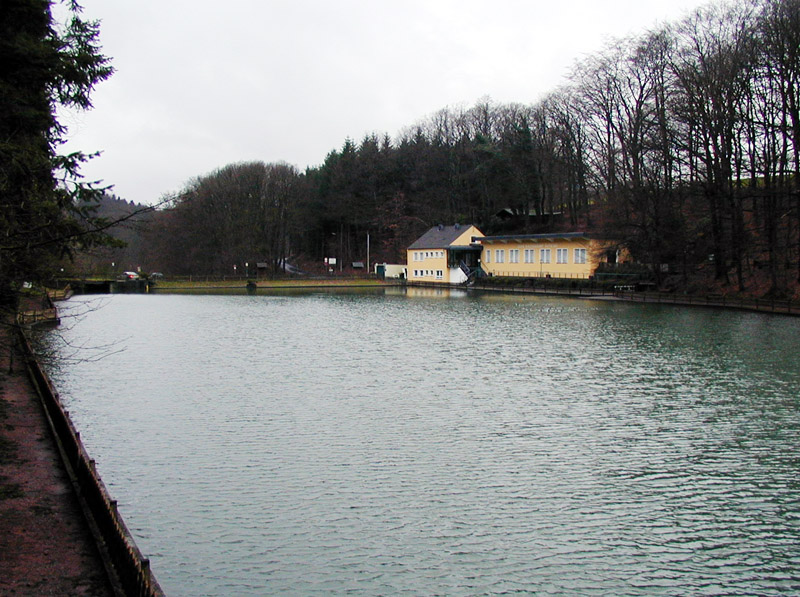

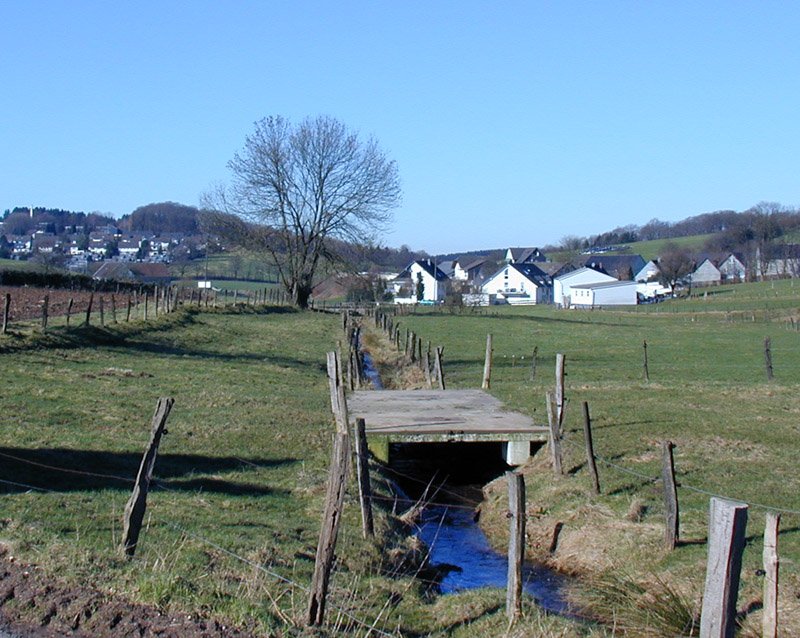

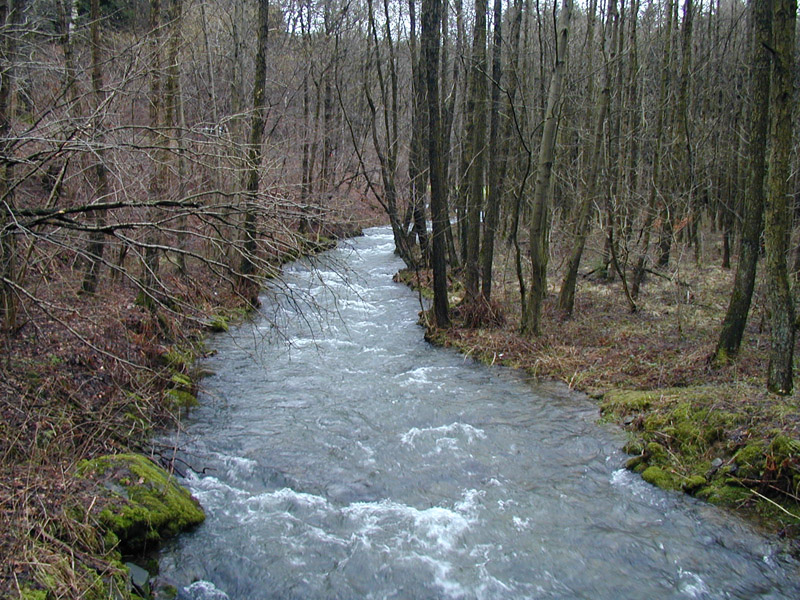

于爾費河（德語：Uelfe），是德國的河流，位於該國西部，流經北萊茵-威斯特法倫州，屬於伍珀河的右支流，河道全長8公里，流域面積13.9平方公里。